# يوهان كريستوف أدلونغ
يُوهان كرِيستُوف أدلونِغ (بالألمانية: Johann Christoph Adelung)‏ (1732-1806) لِسانِيّ، ومُعجميّ، ومُؤرِّخ ألمانِيّ. وأحدٌ أعضاء الأكادِيمِيّةِ الپُرُوسِيّة للعُلُوم، والتي تعرُف اليوم باسِم أكاديميّة بِرلِين براندنبورغ. من أهمّ مؤلَّفاتِه كِتاب بعُنوان «القامُوس الدوليّ للّهجةُ الألمانِيّة العُليا».

## انظُر أيضاً
- الأكادِيمِيّةِ الپُرُوسِيّة للعُلُوم

## وصلات خارجية
- يوهان كريستوف أدلونغ على موقع الموسوعة البريطانية (الإنجليزية)

- قائِمةٌ كُتُب ومؤلَّفات يُوهان كرِيستُوف أدلونِغ (فِهرِس المكتبة الوطنيّة الألمانِيّة).
- قائِمةٌ كُتُب ومؤلَّفات يُوهان كرِيستُوف أدلونِغ (فِهرِس المكتبة الرقميّة الألمانِيّة).